# Поспелово (Омская область)
Поспе́лово — деревня в Большеуковском районе Омской области России, входит в Аёвское сельское поселение.
Расположена на реке Большой Ук в 11-12 км к юго-востоку от села Большие Уки.

## История
Деревня заведена в 1800-х годах в составе Рыбинской волости Тарского уезда Тобольской губернии.
На 1868 год имелось 30 дворов и 214 человек. Находилась при речке Уке.
На 1893 год имелось 155 десятин удобной земли в пользовании селения (2,3 десятины земли на 1 двор), 69 крестьянский двора и 240 человек.
В 1899 году основана школа грамоты.
На 1903 год имелась школа грамоты, водяная мельница. Располагалась при речке Большом Уке на просёлочной дороге.
На 1909 год имелась школа грамоты, хлебо-запасный магазин, ветряная мельница, водяная мельница, кузница, пожарный сарай.
На 1912 год имелась мелочная лавка.
На 1926 год имелся сельский совет, школа, маслозавод.
На 1991 год деревня являлась отделением совхоза «Большеуковский».
7 мая 2021 года, примерно в 6,5 км от деревни, пропал в лесном массиве на Васюганских болотах министр здравоохранения Омской области Александр Мураховский, отправившийся на охоту на квадроцикле с местной охотбазы. 8 мая 2021 года сообщение об этом происшествии поступило в полицию, после чего были организованы его масштабные поиски, с участием волонтёров из отряда «Лиза Алерт», «ДоброСпас», личного состава местного пункта полиции, сотрудников Росгвардии, охотинспекторов и местных жителей, задействуется вертолёт и беспилотные летательные аппараты. 10 мая стало известно, что спустя трое суток блуждания в лесу Мураховский сам вышел к людям в районе села Баслы, в 32 километрах от Поспелово; его состояние медики оценили как удовлетворительное.

## Население
- 1868—214 человек (87 м — 127 ж);
- 1893—240 человек (119 м — 121 ж);
- 1903—362 человека (174 м — 188 ж);
- 1909—371 человек (178 м — 193 ж);
- 1912—315 человек православных;
- 1926—601 человек (279 м — 322 ж).

| 1926 | 2002 | 2010 | 2021 |
| ---- | ---- | ---- | ---- |
| 601  | ↘46  | ↘34  | ↘10  |